# Grænihnjúkur
Grænihnjúkur är ett berg i republiken Island. Det ligger i regionen Norðurland eystra, 270 km nordost om huvudstaden Reykjavík. Toppen på Grænihnjúkur är 949 meter över havet. Grænihnjúkur ingår i Kinnarfjöll.
Trakten runt Grænihnjúkur är nära nog obefolkad, med mindre än två invånare per kvadratkilometer. Närmaste större samhälle är Laugar, omkring 20 kilometer sydost om Grænihnjúkur. Trakten runt Grænihnjúkur består i huvudsak av gräsmarker.